# Art McNally
Arthur Ignatius „Art“ McNally (* 1. Juli 1925 in Philadelphia, Pennsylvania; † 1. Januar 2023 in Yardley, Pennsylvania) war ein US-amerikanischer Schiedsrichter im American Football, der von der Saison 1959 bis 1967 in der NFL tätig war. Er trug die Uniform mit der Nummer 35. Zudem bekleidete er von 1968 bis 2015 diverse administrative Schiedsrichterfunktionen innerhalb der NFL. Am 6. August 2022 wurde McNally als erster NFL-Schiedsrichter in die Pro Football Hall of Fame aufgenommen.
Nach ihm ist die jährlich vergebene NFL-Schiedsrichter-Auszeichnung Art McNally Award benannt.
Er wurde im Jahr 1995 mit dem NFLRA Honoree Award ausgezeichnet.

## Karriere

### Schiedsrichter
McNally begann im Jahr 1959 seine NFL-Laufbahn als Field Judge. Nach der Fusion der AFL und NFL im Jahr 1960 wurde er zum Hauptschiedsrichter in der neuen NFL ernannt.

### Funktionär
Er war von 1968 bis 1987 Supervisor of officials, von 1988 bis 1990 Director of officiating, von 1996 bis 2007 Assistant supervisor of officiating und von 2008 bis 2015 Officiating observer and trainer in der National Football League. In den Jahren 1991 bis 1995 war er Head of officiating in der NFL Europe.